# Neuental
Neuental es un municipio situado en el distrito de Schwalm-Eder, en el estado federado de Hesse (Alemania). Tiene una población estimada, a mediados de 2023, de 3042 habitantes.
Está ubicado en la zona centro-norte del estado, entre los ríos Fulda y Eder.